# 抹胸连衣裙
抹胸连衣裙是一種裸露胸部以上且沒有任何肩帶的服裝。

## 历史

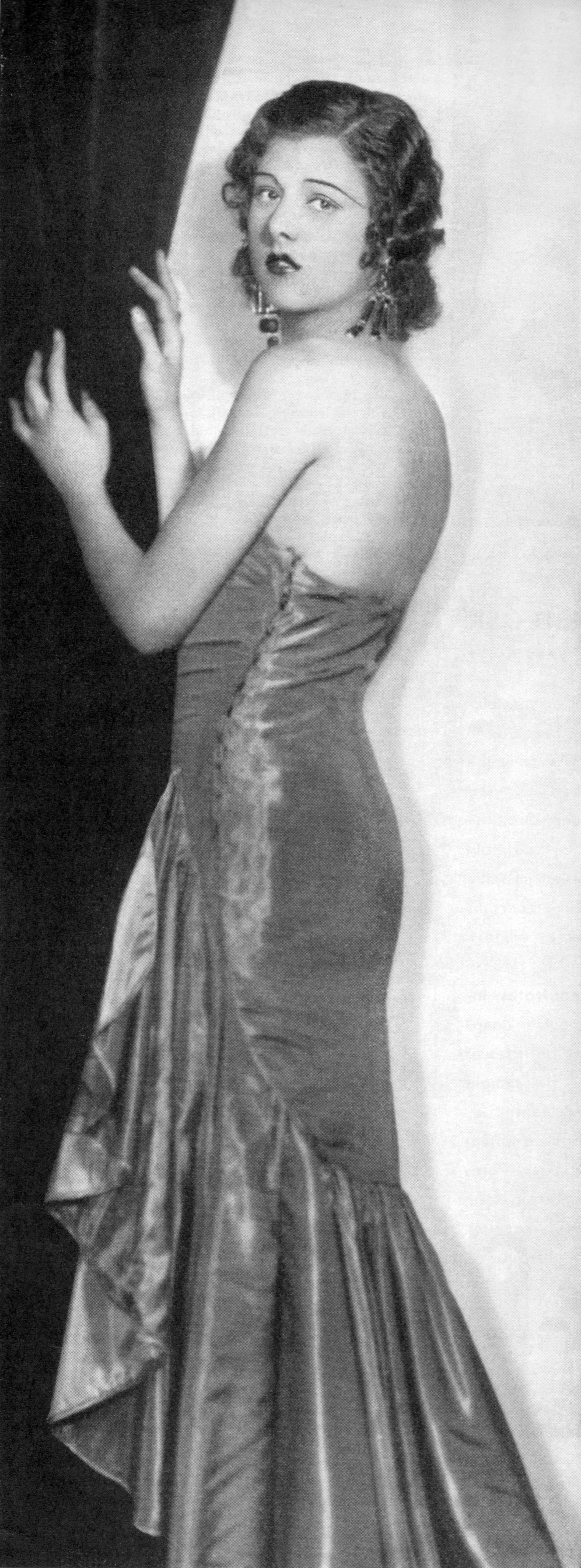
女演员利比·霍尔曼身穿抹胸连衣裙 (1930)

1930年代，抹胸连衣裙首次出現在人們的視野中。1940年代末時，該服裝受克里斯汀·迪奧等人的影響開始流行起來。